# Hemiteles leucomerus
Hemiteles leucomerus är en stekelart som beskrevs av Julius Theodor Christian Ratzeburg 1852. Hemiteles leucomerus ingår i släktet Hemiteles och familjen brokparasitsteklar. Inga underarter finns listade i Catalogue of Life.